# لوکووتشک
لوکووتشک (به چکی: Lukoveček) یک منطقهٔ مسکونی در جمهوری چک است که در ناحیه زلین واقع شده‌است. لوکووتشک ۲۲٫۶۷ کیلومتر مربع مساحت و ۴۲۹ نفر جمعیت دارد و ۳۰۵ متر بالاتر از سطح دریا واقع شده‌است.